# Juca (portugalski piłkarz)
Juca, właśc. Júlio Cernadas Pereira (ur. 13 stycznia 1929 w Lourenço Marques, zm. 11 października 2007 w Lizbonie) – portugalski piłkarz występujący na pozycji pomocnika. Trener piłkarski.

## Kariera klubowa
Juca karierę rozpoczynał w zespole Sporting Lourenço Marques z Portugalskiej Afryki Wschodniej. W 1949 roku został graczem portugalskiego Sportingu CP. Jego barwy reprezentował przez dziewięć lat. W tym czasie wraz z zespołem pięć razy zdobył mistrzostwo Portugalii (1951, 1952, 1953, 1954, 1958), a także raz Puchar Portugalii (1954). W 1958 roku zakończył karierę.

## Kariera reprezentacyjna
W reprezentacji Portugalii Juca zadebiutował 23 listopada 1952 roku w zremisowanym 1:1 towarzyskim meczu z Austrią. W latach 1952–1956 w drużynie narodowej rozegrał łącznie sześć spotkań.

## Kariera trenerska
Karierę trenerską Juca rozpoczął w 1961 roku w Sportingu CP. W 1962 roku zdobył z nim mistrzostwo Portugalii, a rok później Puchar Portugalii. W tym samym roku odszedł ze Sportingu, jednak wrócił do niego w 1964 roku, prowadząc wówczas zespół przez rok. Następnie był szkoleniowcem Vitórii Guimarães, Akadémiki Coimbra, FC Barreirense oraz ponownie Sportingu i Akadémiki.
W 1977 roku Juca został selekcjonerem reprezentacji Portugalii. W roli tej zadebiutował 30 marca 1977 roku w wygranym 1:0 towarzyskim meczu ze Szwajcarią. Portugalię poprowadził jeszcze w pięciu spotkaniach, a wrześniu 1978 roku odszedł ze stanowiska.
Potem Juca trenował CF Os Belenenses, SC Braga, a także dwukrotnie ponownie reprezentację Portugalii (wrzesień 1980-wrzesień 1982 oraz wrzesień 1987-listopad 1989). Łącznie poprowadził ją w 42 meczach.